# 霍恩斯比 (伊利諾伊州)
霍恩斯比（英語：Hornsby）是位於美國伊利諾伊州馬庫平縣的一個非建制地區。該地的面積和人口皆未知。

## 地理
霍恩斯比的座標為39°10′14″N 89°44′42″W / 39.17056°N 89.74500°W，而該地的平均海拔高度為204米（即669英尺）。